# Quadro a lume di notte

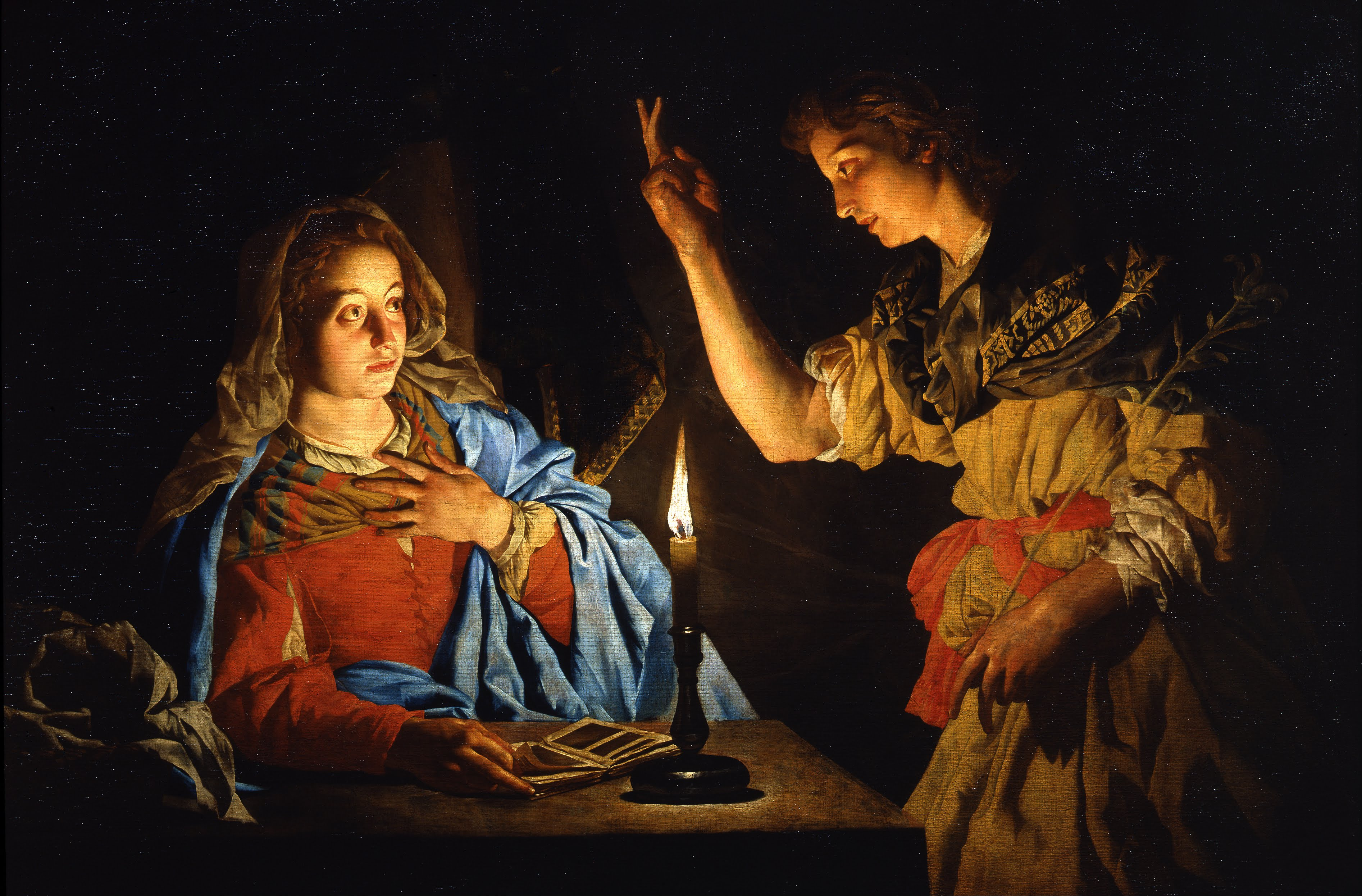
Matthias Stomer, Annunciazione, Firenze, Galleria degli Uffizi

Quadro a lume di notte è la definizione di un particolare genere di pittura, o meglio un «metagenere», praticato dagli artisti della prima metà del XVII secolo e ispirato al particolare gioco di luci e ombre delle scene caravaggesche. Tale effetto, «oltre a far emergere selettivamente solo alcuni elementi rappresentati, tende ad annullare i dettagli dello spazio entro cui si svolge l'azione», e proprio la riduzione dello spazio, così «proiettato verso la sfera percettiva dello spettatore», costituisce una delle caratteristiche principali della pittura notturna dei primi decenni del seicento. Un'altra caratteristica fondamentale è la luce "valorizzante", «conseguenza "naturale" di un agente luminoso (candela, lanterna, torcia, etc.)».
I temi illustrati sono per lo più attinti dal Cristianesimo, e ciò rende il quadro a lume di notte «un singolare dipinto che, ambientando nelle tenebre debolmente rischiarate da una candela uno dei più grandi misteri della religione cristiana, vi apporta inediti significati (...) in relazione con la pratica devozionale degli Esercizi spirituali di sant'Ignazio di Loyola».
Rispetto ai notturni dei secoli precedenti, la produzione pittorica di questo periodo costituisce una «radicale trasformazione», che chiude la «finestra aperta sul mondo» della costruzione prospettica. Essa inoltre raggiunge un evidente «grado di novità e di codificazione formale», e assume «una forma di stabilizzazione», che la rende «riconoscibile indipendentemente dalle variazioni, più o meno corpose, riscontrabili nelle diverse realizzazioni».

## Definizione
La definizione di quadri "a lume di notte" deriva dal paradosso della maggiore visibilità di figure e oggetti attraverso la luce artificiale rispetto a quella naturale: un «ossimoro che coniuga insieme due termini contrari per il dominio pittorico».
Il quadro a lume di notte si inserisce nell'estetica del barocco. Infatti «l'aspetto caratteristico del notturno, che non propone l'immagine rappresentata nella sua totalità formale, ma si configura piuttosto nella dialettica di definito e di indefinito, trova un'affinità molto forte con i procedimenti del XVII secolo in generale, che si contraddistinguono per un peculiare rapporto tra la parte e il tutto». L'oscurità ha lo scopo di attrarre l'osservatore, «rendendolo partecipe dell'opera, spingendolo allo sforzo di decifrarla. (...) L'effetto di sospensione (...) tende (...) a rafforzare gli effetti dell'emozione».
I dipinti di questo tipo rientrano nella categoria del metagenere in quanto «il lume di notte attraversa molti di quelli che nell'ambito artistico vengono definiti generi (il paesaggio, la pittura di storia, la pittura profana, etc.)». Infatti l'appartenenza al «piano dell'espressione (...) rientra nel concetto di genere (...) ovvero in una classificazione che riguarda lo "stile"». Proprio considerando lo stile è «possibile rendere conto di tutte le articolate sfaccettature del notturno».

## Storia

Arnold Mijtens, Coronazione di spine, Museo nazionale di Stoccolma

«Uno spartiacque emblematico tra il notturno cinquecentesco e quello seicentesco è costituito da un'opera di Arnold Mijtens, la Coronazione di spine, (...) completata a Roma nei primissimi anni del XVII secolo, ambientata in un interno e illuminata da un lampadario a tre fiamme e da una lanterna sorretta da uno dei soldati. Si tratta di un quadro che (...) manifesta i segni sia dell'esperienza manieristica, sia quelli, in nuce, di una delle più precoci influenze caravaggesche». Tale dipinto costituisce infatti il «luogo di coesistenza di due linguaggi, quello manierista e quello che fa capo a Caravaggio, (...) fondamentali per la nascita di questa modalità pittorica sia dal punto di vista genetico, sia quello stilistico e contenutistico. L'apertura sullo sfondo dell'ambiente in cui ha luogo la Coronazione di spine di Mijtens la ricollega infatti alle opere cinquecentesche di Giovanni Gerolamo Savoldo, Gerolamo Romanino, Antonio Campi, Luca Cambiaso, Jacopo Tintoretto e altri, che, pur essendo dei notturni, si attenevano ad un'articolazione spaziale che recava le tracce di una costruzione prospettica, geometrica, quasi questi artisti avessero voluto coniugare il linguaggio del notturno nordico, che avevano conosciuto attraverso le opere che circolavano nel nord Italia (in particolare a Venezia) con quello spaziale italiano».
«L'altro fondamentale contributo alla costituzione del "notturno" seicentesco [è] rappresentato (...) dalla componente veneziana: sia attraverso i notturni di Bassano e della sua cerchia visibili a Roma, sia tramite Adam Elsheimer, che prima di giungere a Roma da Francoforte soggiorna a Venezia, sia per la matrice veneziana presente nella formazione stessa del Caravaggio».

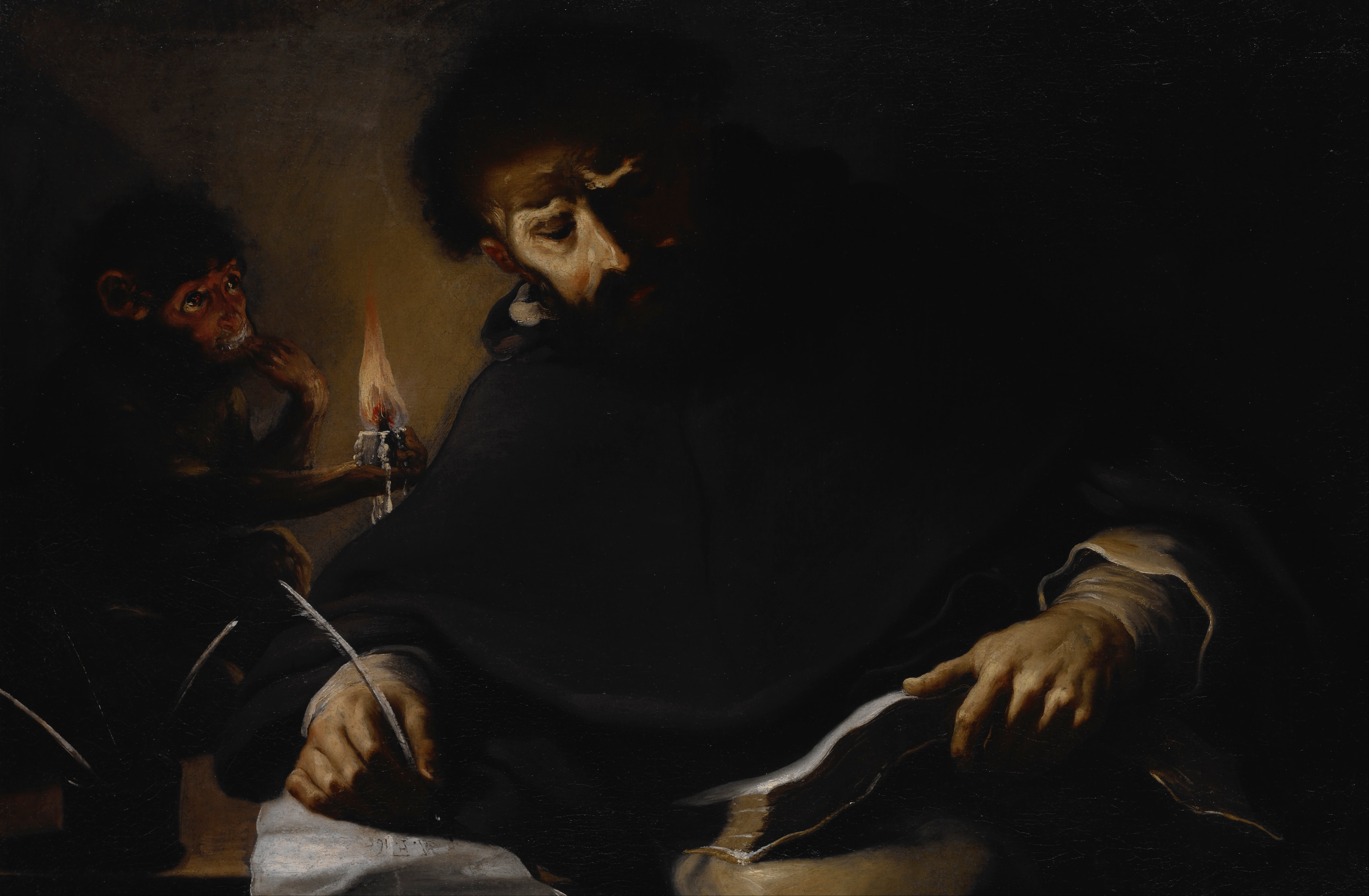
Pietro Della Vecchia, San Domenico e il diavolo, Indianapolis Museum of Art

Ad ogni modo il vero «epicentro di questo movimento "notturno"» è Roma: «la città dove Caravaggio ha realizzato le opere in cui lo spazio, svincolato da qualunque riferimento geometrico, è esclusivamente reso attraverso un sapiente rapporto di luce e ombra», e dove giungono «nei primi decenni del XVII secolo (...) molti artisti olandesi, fiamminghi, tedeschi e francesi, che, con le loro numerose realizzazioni a lume di notte, conferiscono al movimento "notturno" un'ampiezza di carattere europeo». Fa eccezione Georges de La Tour, «uno dei maggiori artisti del Seicento francese, (...) riscoperto ben tre secoli più tardi», che con molta probabilità «giunge a risultati "notturni"» indipendenti.

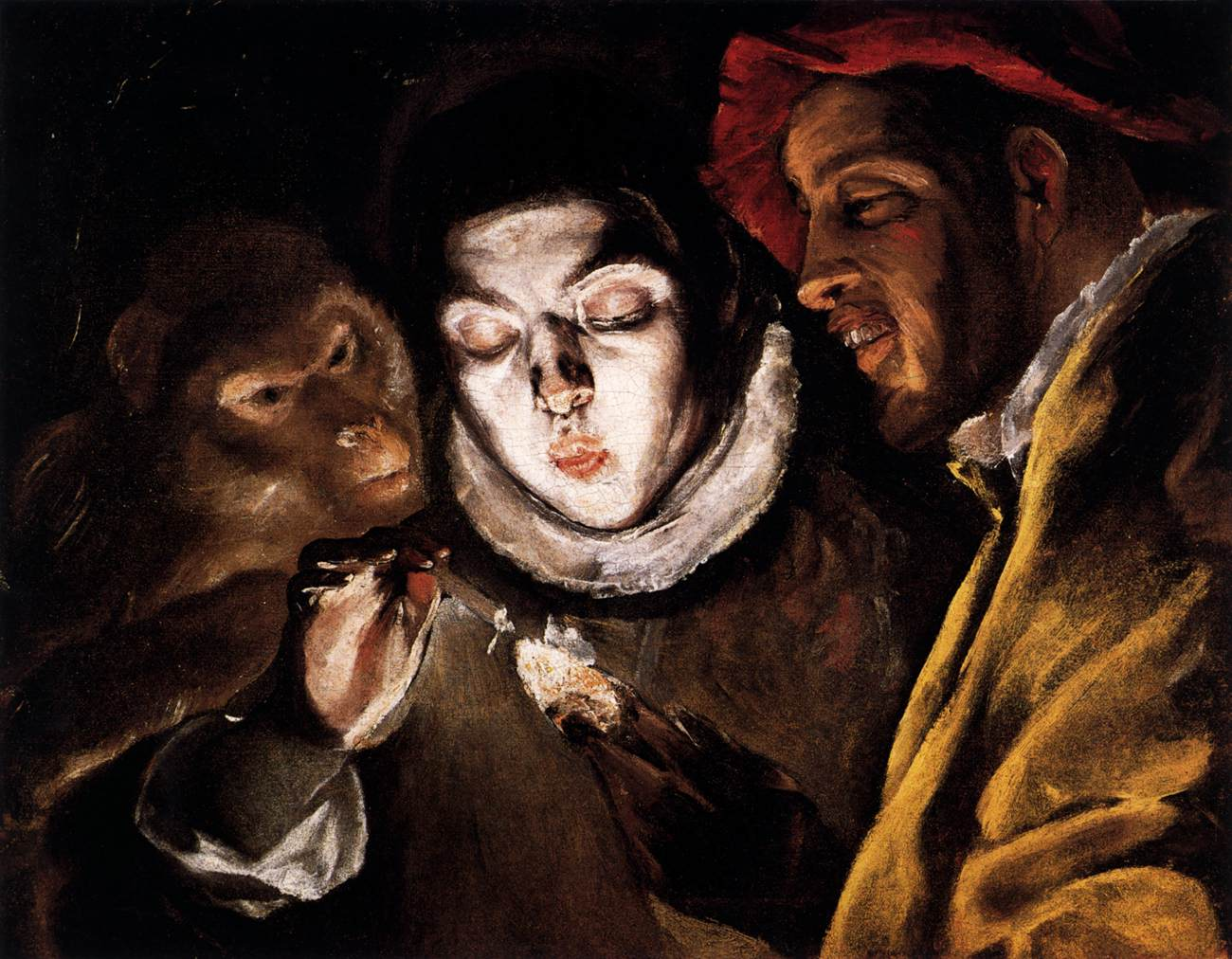
El Greco, Ragazzo che accende una candela con un tizzone - El Soplón, Madrid, Museo del Prado

Anche gli artisti iberici subiscono l'influenza del movimento caravaggesco, senza tuttavia realizzare quadri a lume di notte, come nel caso di Velázquez, ovvero dipingendo notturni ispirati da quadri italiani collocati in Spagna, ossia senza compiere il «viaggio d'istruzione in Italia», come nel caso di Fray Juan Sáchez Cotán. Risulta tuttavia importante evidenziare che il dipinto di El Greco il Ragazzo che accende una candela con un tizzone - El Soplón, risalente all'incirca al 1580, costituisce un'anticipazione dei quadri a lume di notte insieme alla Giuditta di Correggio del 1510.
La produzione di tele di questo tipo ha una durata relativamente breve. «Se la maggior produzione di notturno, a Roma e nel mondo nordico, è da registrarsi tra gli ultimi anni che vanno dal secondo decennio al 1640 circa - quindi con la seconda generazione caravaggesca - è difficile pensare agli anni trenta come data degli ultimi esempi: (...) si escluderebbero pressoché tutte le realizzazioni notturne - romane, napoletane e sicule - di Matthias Stomer, un artista tra i più produttivi di questo tipo di pittura». Per tale motivo viene indicato il 1650, presunto anno della morte di Stomer, quale «termine ultimo per la grande stagione del quadro a lume di notte».
A parte alcune eccezioni, come le «sporadiche reviviscenze nell'opera dell'eccentrico tardoseicentesco Godfried Schalcken, la "candela" si riaccenderà infatti nuovamente solo alla fine del XVIII secolo in Inghilterra, nelle industriali Midlands. Qui Joseph Wright of Derby, che poté prender visione proprio delle opere notturne di Schalcken lasciate da questi in Inghilterra (...), rivitalizzò il quadro a lume di notte», con effetti di luce che otterrà anche osservando le fonderie inglesi agli albori della Rivoluzione industriale.

## Caratteristiche

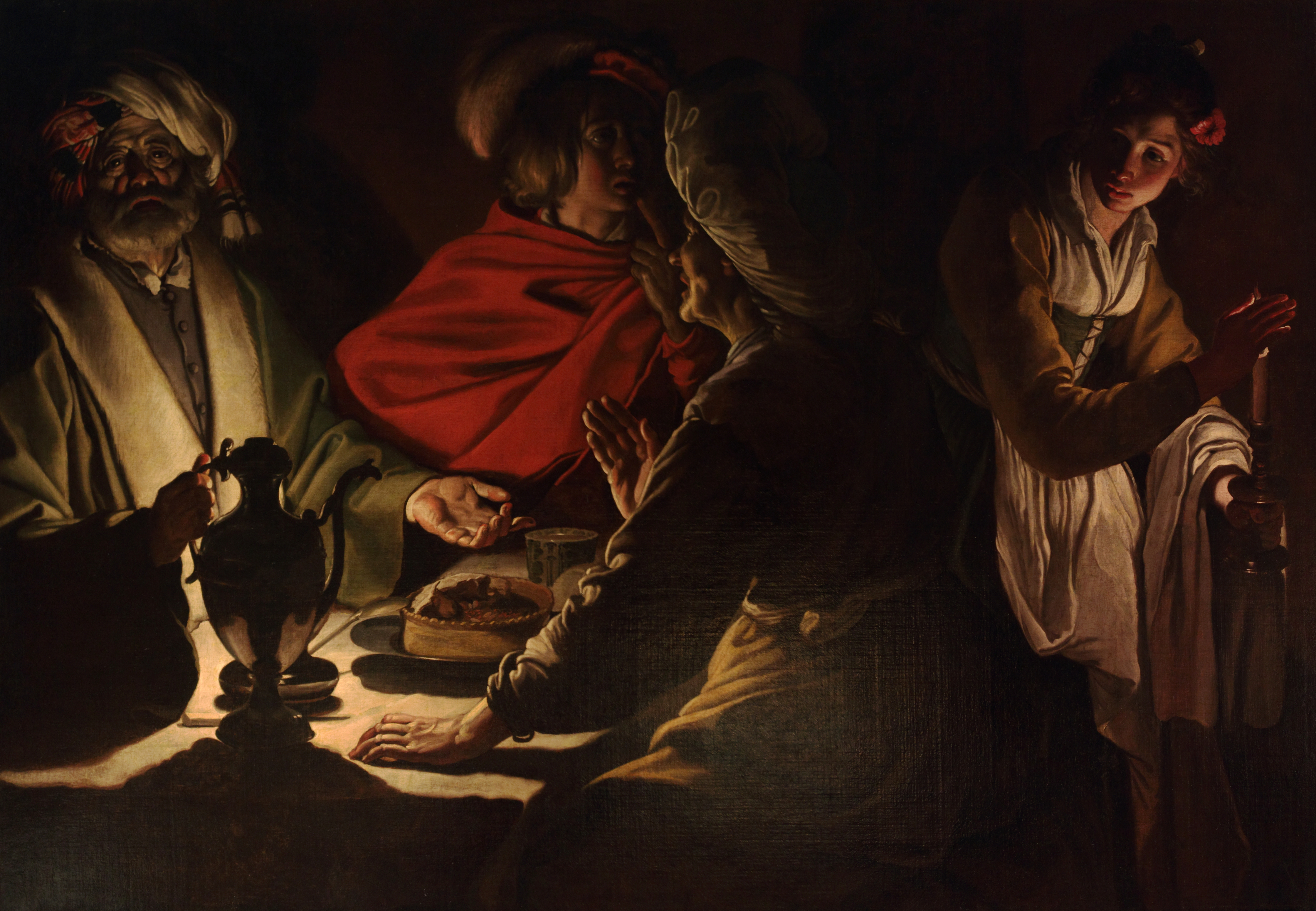
Gerrit van Deurs, Persone intorno a un tavolo a lume di candela, Columbus, Museum of Art

«Una delle principali caratteristiche del "caravaggismo" e dello stesso Caravaggio è il "bianco notturno" di uno sfondo in cui la figura è scolpita come un bassorilievo dalla violenza istantanea di una luce venuta da altrove e di cui l'immagine appare come la "pregnanza" abbagliante, come nella Resurrezione di Lazzaro». Infatti «nel seicento, età d'oro della rappresentazione, il bianco è considerato il colore universale, perché è il colore "complesso" della luce che il prisma divide in molteplici colori particolari. (...) Si può dire che il bianco è un colore trascendentale poiché qualifica la condizione di possibilità di ogni rappresentazione: la luce». In particolare, Marin distingue tra la «condizione necessaria di ogni visibilità, lux» e lo «strumento di rappresentabilità, lumen».
Nel quadro a lume di notte «le figure e lo sfondo sono saldati fra di loro in maniera da non fornire alcuna informazione circa l'ambiente in cui si svolge l'accaduto. La profondità spaziale è negata: grazie ad una specie di ribaltamento le figure (...) sembrano invadere lo spazio di competenza dell'osservatore. (...) La visibilità (...) è (...) parziale e la luce si diffonde "focalizzando" solo alcune parti dei protagonisti. (...) Il contrasto fra la luce e l'ombra è così accentuato da negare anche quei minimi dettagli dello sfondo che in Caravaggio si potevano ancora intravedere».
«Scorrendo la produzione artistica del primo seicento è possibile rintracciare un considerevole numero di dipinti con caratteristiche analoghe:
1. la copresenza di luce e ombra (tenebre) nelle loro intensità estreme, provocate da una fonte di illuminazione artificiale, il fuoco (nelle sue varianti di candela, torcia, lanterna, lampada, lucerna, braciere, etc.), dagli astri (luna e stelle), o da un agente divino (angelo, Gesù bambino);
2. la conseguente visibilità non totale, ma data per frammenti, attraverso forme che fanno convivere forme iperdefinite con forme indefinite;
3. la fusione tra lo sfondo e i "frammenti" di figure che guadagnano la luce».[5]

Inoltre il raggio d'azione della fonte luminosa viene reso attraverso vari tipi di inquadratura:
1. «uno che riproduce sulla superficie pittorica solo ciò che è raggiunto dalla luce, o meglio ciò che si trova nelle sue immediate vicinanze, escludendo di conseguenza qualunque informazione relativa allo spazio in cui la figura è situata» (punto di vista molto ravvicinato). In questo tipo di quadri, che spesso ritraggono un solo personaggio, l'attenzione si sofferma sul volto, o al massimo su parte del busto;
2. uno «mette in scena tutto ciò che viene, anche in forma blanda, toccato dalla luce, rappresentando fino a dove la luce non riesce più a penetrare le tenebre. (...) In questo raggruppamento le figure, che possono variare da un minimo di due (La liberazione di Papa Alessandro I di Rutilio Manetti) fino ad un numero discretamente consistente (L'Adorazione dei pastori di Gerrit van Honthorst), sono rappresentate nella loro completezza»;
3. «un terzo costituito dalla fascia intermedia, quella compresa fra la prima e la seconda inquadratura, all'interno della quale le figure sono quasi sempre a mezzo busto».[23]

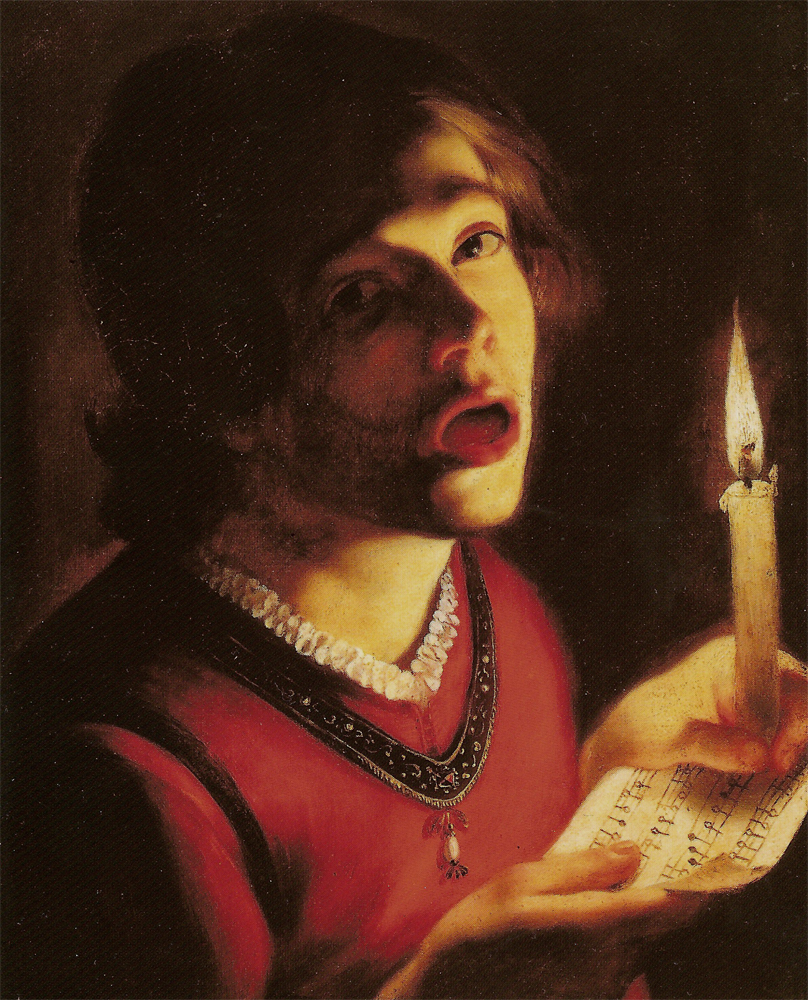
Trophime Bigot, Il ragazzo che canta
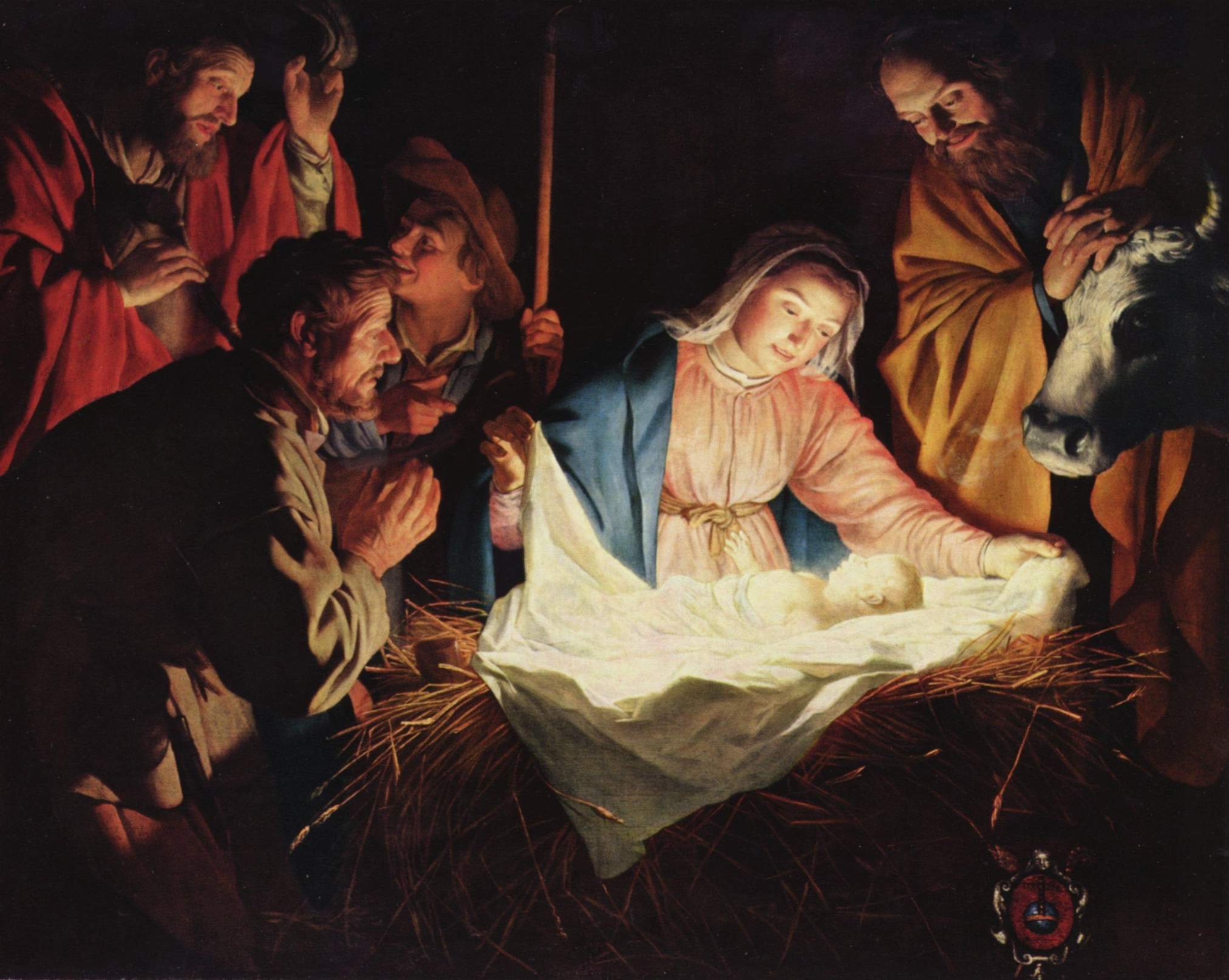
Gerard van Honthorst, Adorazione dei pastori
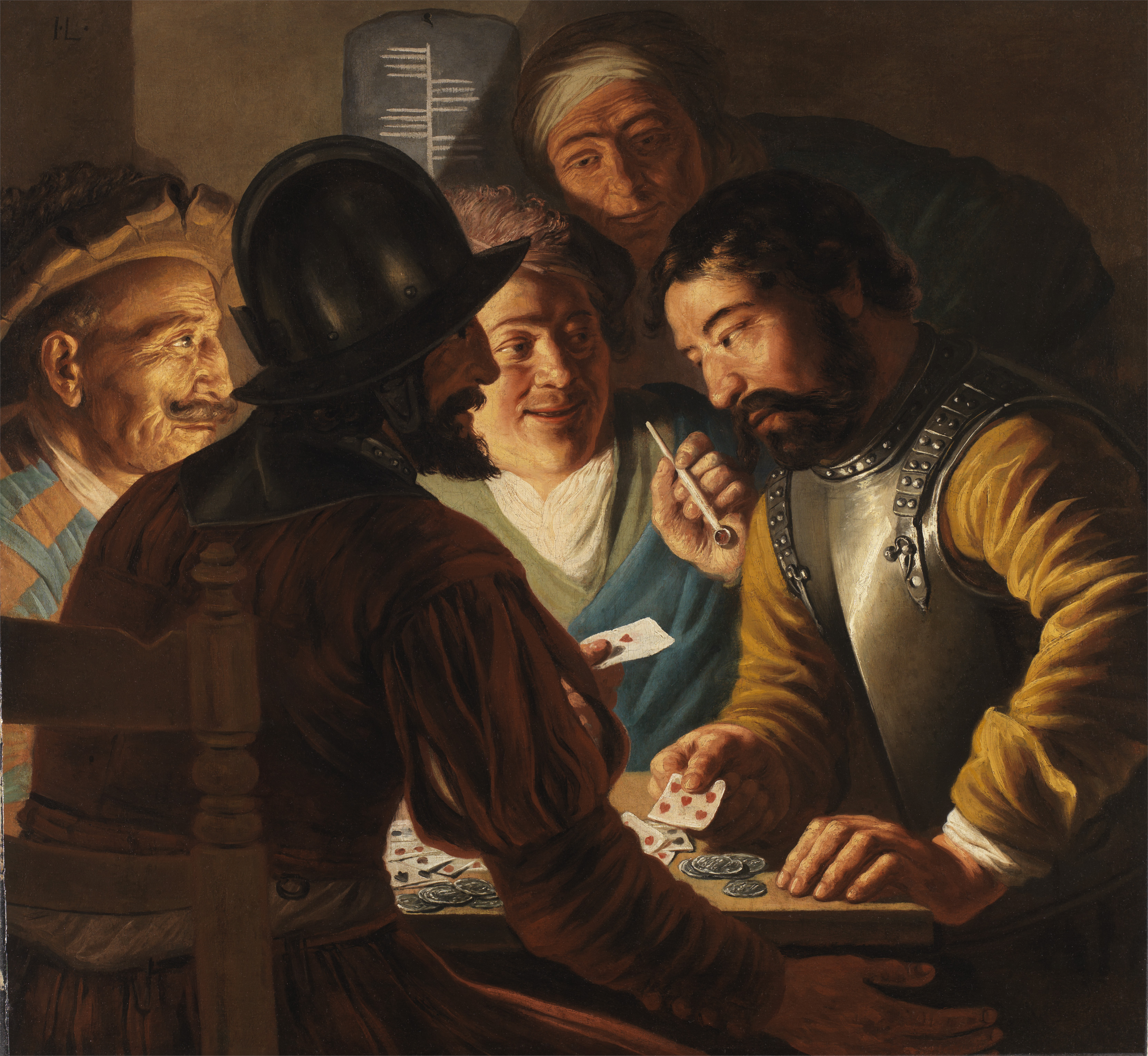
Jan Lievens, I giocatori di carte

I soggetti ricorrenti in questo tipo di dipinti sono principalmente a carattere religioso, tratti dal Vecchio e Nuovo Testamento, dalle biografie della Vergine e dei Santi. Tuttavia si trovano anche soggetti profani, episodi della mitologia greca e della storia antica e moderna.

## Gli artisti

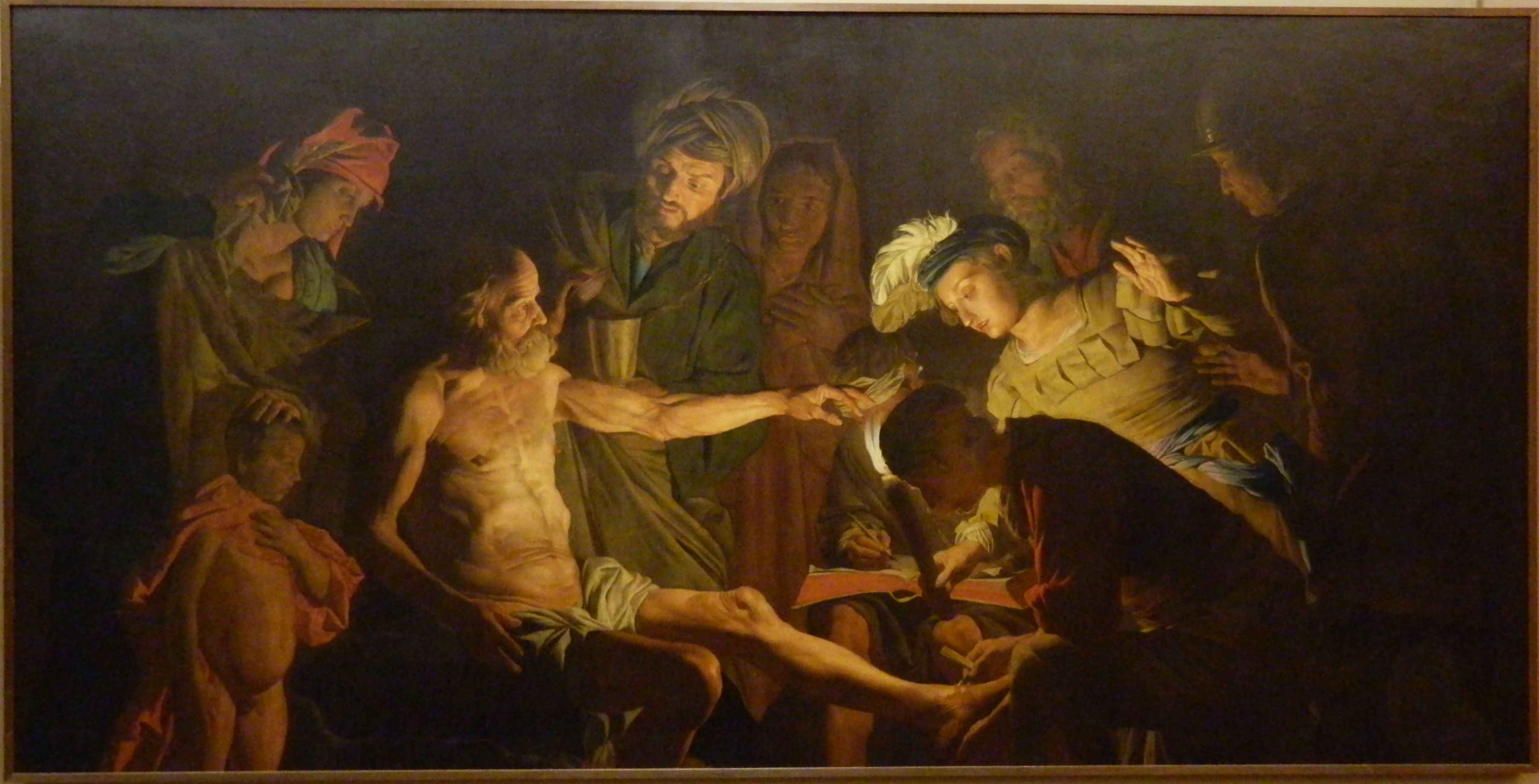
Matthias Stomer, La morte di Seneca, Napoli, Museo nazionale di Capodimonte

Numerosi artisti dell'epoca sono autori di quadri a lume di notte, e spesso si influenzano reciprocamente. A Roma avviene l'incontro «fra il caravaggismo e una tradizione pittorica nordica che aveva meditato (...) sul notturno e in particolare sulla candela», data la presenza in città nello stesso periodo «di un cospicuo numero di pittori neerlandesi e francesi, quali Gerrit van Honthorst, Dirk Baburen, Hendrick ter Brugghen, Gerard Seghers, Theodoor Rombouts, Matthias Stomer, Jean Ducamps, Trophime Bigot, Jean Le Clerc, etc., tutti artisti che, seppure in diversa misura, si cimentarono con i quadri a lume di notte». Gli spostamenti di alcuni di questi artisti e dello stesso Caravaggio nella penisola italiana favoriscono la diffusione di tale tipo di dipinti, in particolare a Genova, a Napoli e in Sicilia. «A Genova opera Domenico Fiasella detto il Sarzana, (...) in ambito napoletano l'influenza caravaggesca (...) troverà già nel primo quindicennio del secolo una linea di continuità con Battistello Caracciolo», mentre in Sicilia lavorano alcuni diretti seguaci del Caravaggio stesso, come Alonso Rodriguez.
In particolare, si trovano tracce riconducibili a Honthorst o ad altri artisti nordici nelle opere siciliane e napoletane di Stomer, che talvolta mostra anche l'influenza di Sandrarts. Un esempio è fornito dalla Morte di Seneca, evidentemente basata sulle versioni dipinte da Honthorst, e pure con inconfondibili elementi in comune con il trattamento di Sandrart dello stesso tema a Berlino.
A propria volta Stomer, insieme a Honthorst, costituisce una delle fonti di ispirazione dei quadri ad ambientazione notturna del Maestro del Lume di Candela, «attivo a Roma nel terzo e del quarto decennio del XVII secolo, artista dall’identità ancora ignota, che era solito rappresentare figure illuminate da candele o lampade a olio che fuoriuscivano da un buio fittissimo, come il San Gerolamo della collezione Barberini e La cattura di Cristo della Galleria Spada». In Giuditta e Oloferne è inoltre evidente l'influenza di Artemisia Gentileschi, data la forte similitudine resa dal movimento della testa agonizzante di Oloferne, che in entrambi i dipinti è rivolta verso lo spettatore.

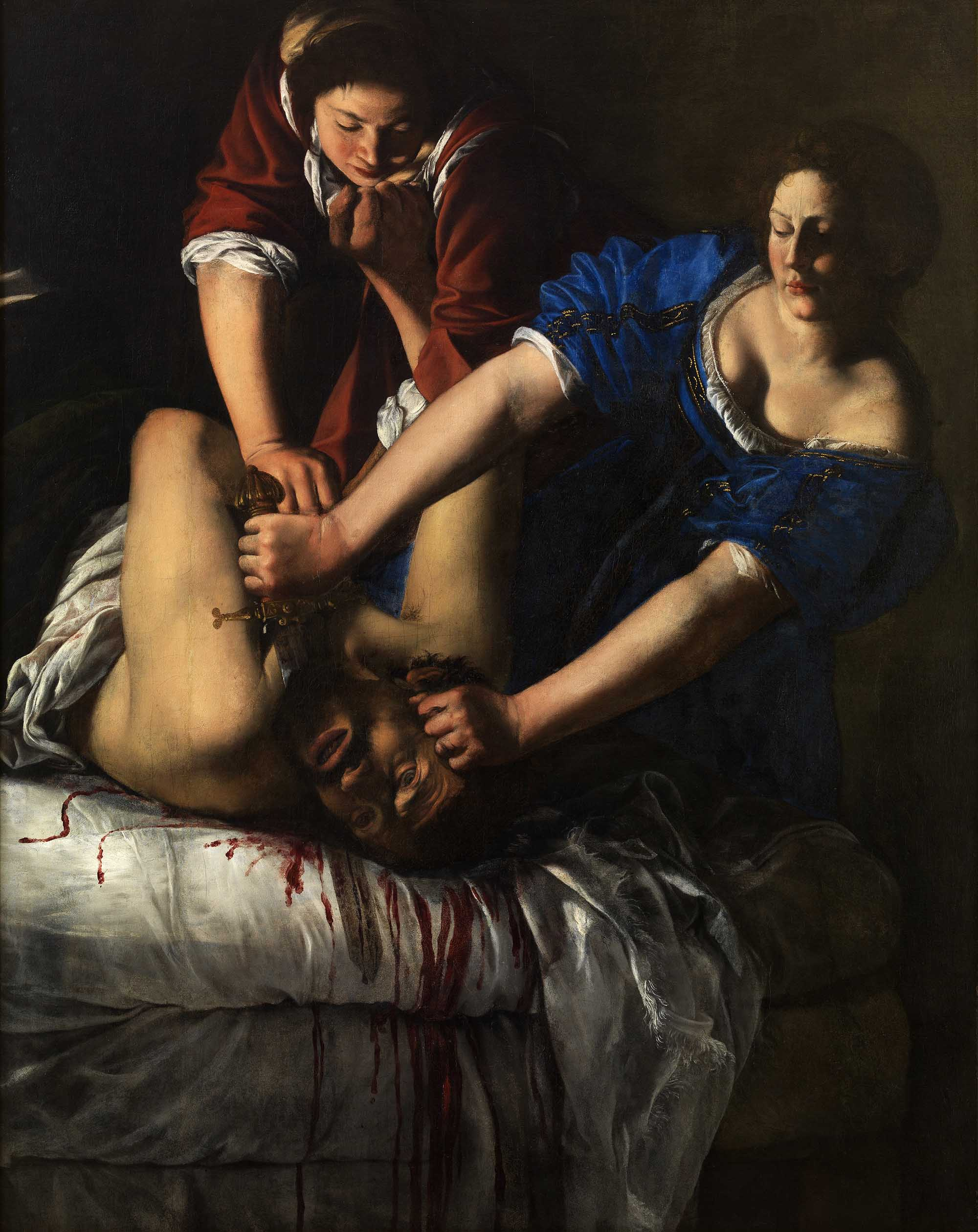
Artemisia Gentileschi, Giuditta che decapita Oloferne, Napoli, Museo nazionale di Capodimonte
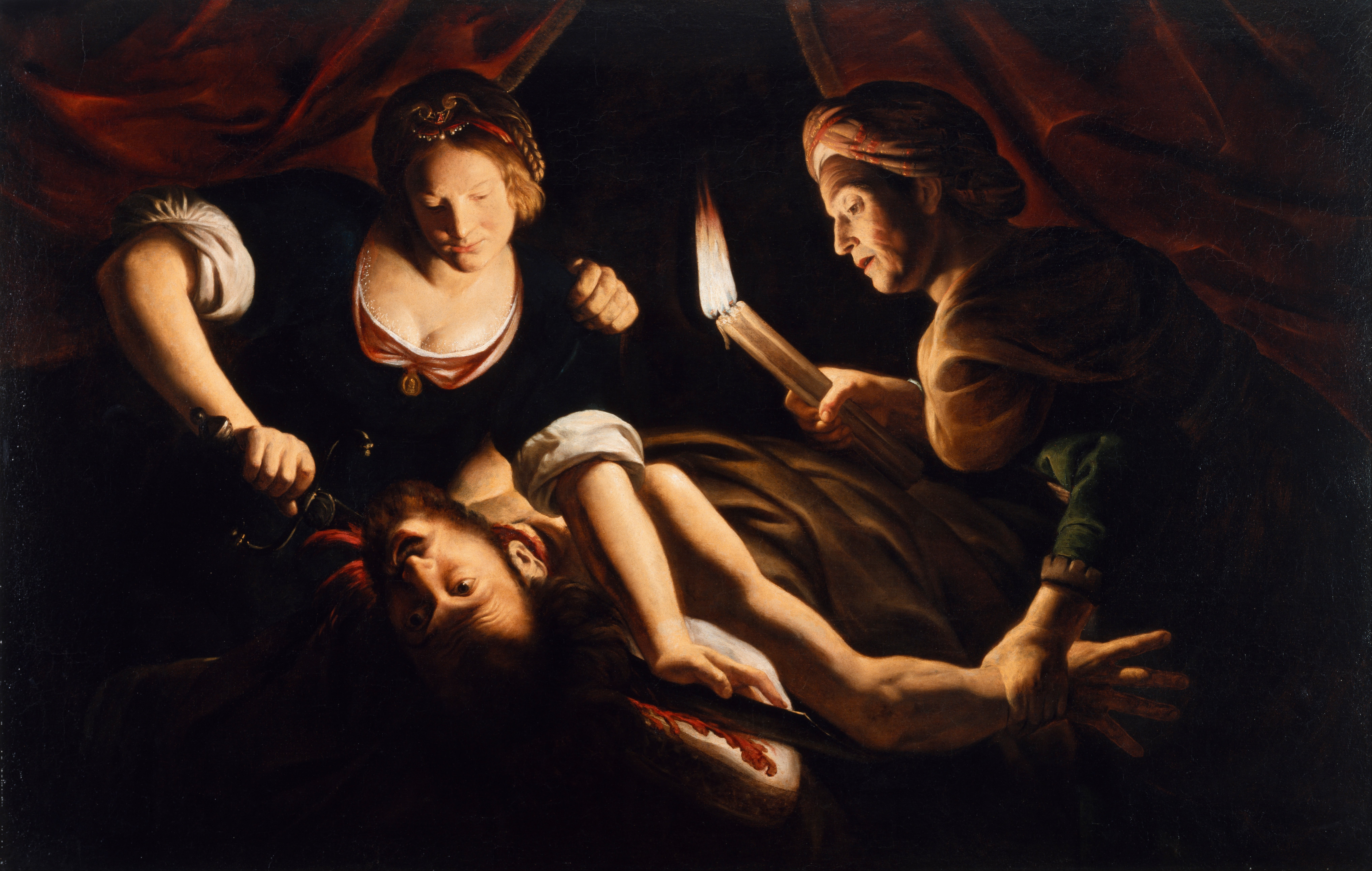
Trophime Bigot, Giuditta che decapita Oloferne, Baltimora, Walters Art Museum

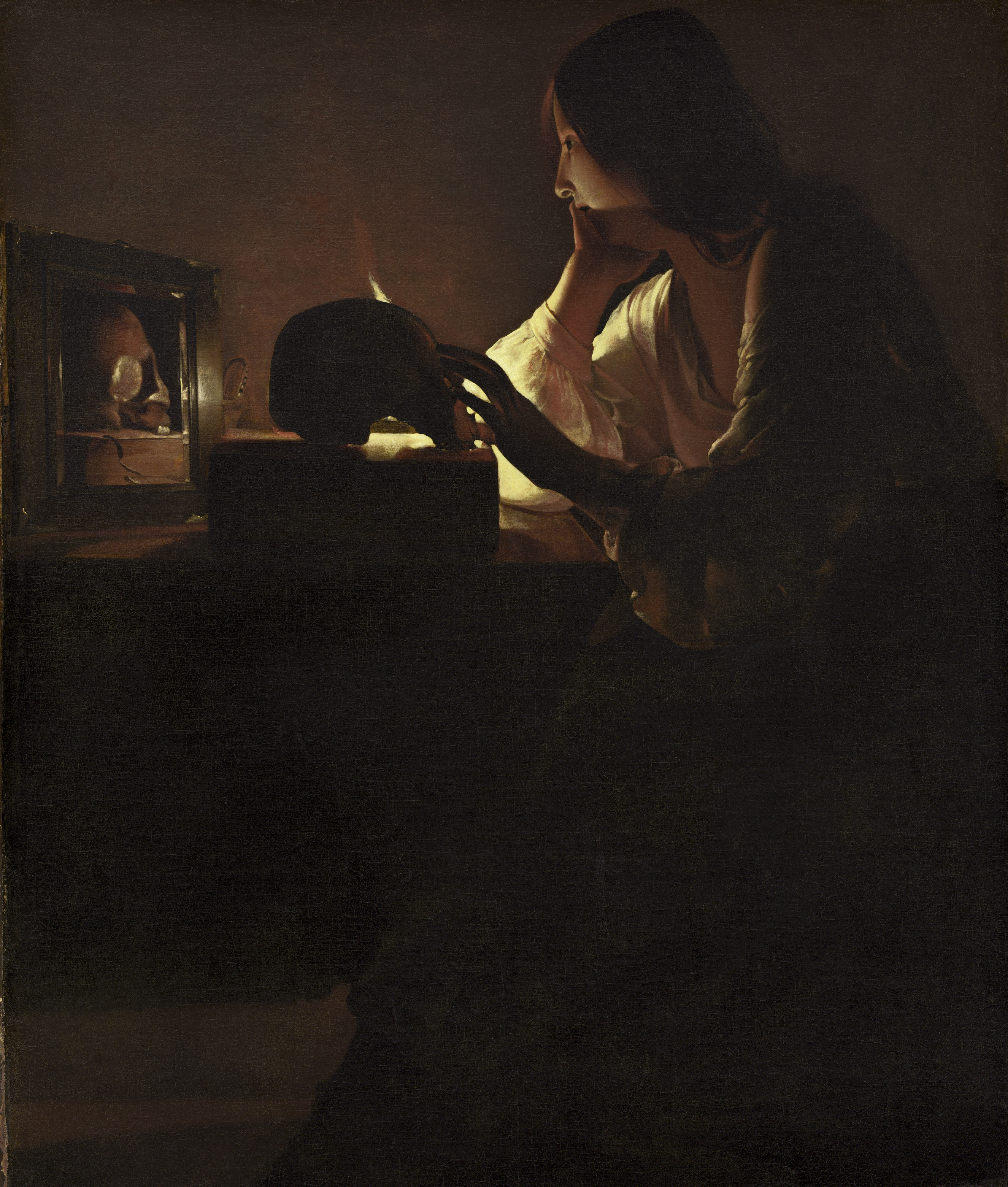
Georges de La Tour, La Maddalena pentita, Washington, National Gallery of Art

In un'esposizione tenutasi presso il Palazzo Reale di Milano nel 2020 «il gioco chiaroscurale del lume di candela» viene esemplificato soprattutto attraverso i quadri di De La Tour: «scene di notturni illuminate dalla sola fiamma di una candela che s'intrecciano a scene di taverna, queste ultime considerate culmine del realismo secentesco e ambientazione ricorrente in Caravaggio. La Tour ambienta nella taverna raffigurazioni profane, come ne Il denaro versato o ne I giocatori di dadi, e scene dei Vangeli, come nel caso de La negazione di Pietro. (...) Dipingere la notte è il titolo scelto per racchiudere le opere della sesta sezione della mostra e in effetti viene qui ribadito, attraverso alcuni dipinti significativi, il tema del lume artificiale nella produzione di La Tour, in interni domestici di notte. (...) Altro aspetto della produzione dell’artista legato a una scena di genere e alla presenza di una fonte di luce artificiale in un notturno è la raffigurazione di giovani e fanciulle intenti ad accendere fuochi, lampade o pipe». La mostra riunisce un significativo nucleo di dipinti dello stesso La Tour «con l'intento di porre all'attenzione il tema della luce artificiale nei notturni e nelle scene di genere nell'arte europea coeva all'artista». Fra i quadri esposti è compresa la Maddalena prestata dalla National Gallery of Art di Washington, raffigurata mentre siede in «un interno illuminato dalla luce di una candela, (...) assorta nella sua meditazione con una mano appoggiata al mento e l'altra su un teschio, gesto che rimanda al tema della vanitas», che si trova fra gli altri anche nei dipinti di Gerard van Honthorst e del Maestro del Lume di Candela. 
«Ma nel contesto delle Maddalene contemplanti di La Tour (come in quello di certe sue trattazioni di San Francesco) potrà forse avere valore simbolico anche la frequente diafanità, di vesti, di vetri, di fogli che schermano il lume (...) un tema ripetuto (...) che sembra avere la diafanità come elemento connotante: e Sant'Agostino ben scrive che chi crede non resiste, non chiude la mente al raggio della luce che la deve penetrare». Anche quando le scene ritraggono percorsi negativi, la giustificazione è sempre da ritrovarsi nelle parole di Sant'Agostino: "Iddio chi vuole illumina, e chi vuole acceca (...) al modo in cui a un cieco posto al sole, il sole è presente, ma lui è assente al sole"», e pertanto Dio stesso si mostra attraverso riflessi terreni o simboli nelle «varie Maddalene che fissano lo specchio o la simbolica fiammella della lucerna».
Un altro artista circondato dal mistero è il "Maestro Giacomo" o Jacobbe (Giacomo Massa), autore di un Compianto sul Cristo morto. Da un punto di vista contenutistico, alcune sue tele sembrano indicare che «il giudizio inferiore fondato sui sensi [sia] contrapposto all'intellezione, simboleggiata dalla lucerna», come in un passo in cui Sant'Agostino invita a "credere per capire" e non viceversa. Sempre sul piano dei contenuti, in Terbrugghen e Stomer «su significati di conoscenza sembrano prevalere significati di etica, fondati su contrapposizioni agostiniane tra valori terreni e valori celesti». Si tratta di «concentrazione dell'agostinismo sulla conoscenza», per il quale Giacomo si avvicina a Georges de La Tour. «Questa sottigliezza mentale capace di giocare su diversi piani di un discorso complesso e sfumato (...) si rivela - relativamente al nostro argomento di quadri al lume di notte (...) capace anche di un discorso dialettico, sempre in relazione a una chiave di lettura dissimulata nel contesto. I nostri artisti in vario modo agostiniani implicheranno perciò in quelle loro contrapposizioni fra il mondano e il celeste, alcuni temi che uomini di indirizzo differente, come ad esempio lo Honthorst, caricheranno di tutt'altri significati. Lo Honthorst (...) per molti segni può sembrare umanisticamente epicureo, o, più particolarmente, oraziano come lo era stato il Caravaggio da giovane. Ora, il riferimento all'epicureismo rimanderebbe fra l'altro a una gnoseologia ben differente da quella platonica e agostiniana, ammettendo solo la conoscenza fondata sulla percezione sensoriale e non l'intellezione: cadrebbe quindi la possibilità di considerare le lucerne che illuminano molte "notti" di Honthorst, come simboli appunto dell'intellezione. (...) [Per] alcuni artisti di cultura italiana (...) la lucerna non fu (...) un simbolo, e, fra gli altri significati che poté avere, prese quello di platoniche visioni del divino nella bellezza e nella "grazia". Un lume svela dalle tenebre brani della bellezza di corpi idealmente autonomi».

## Galleria di immagini

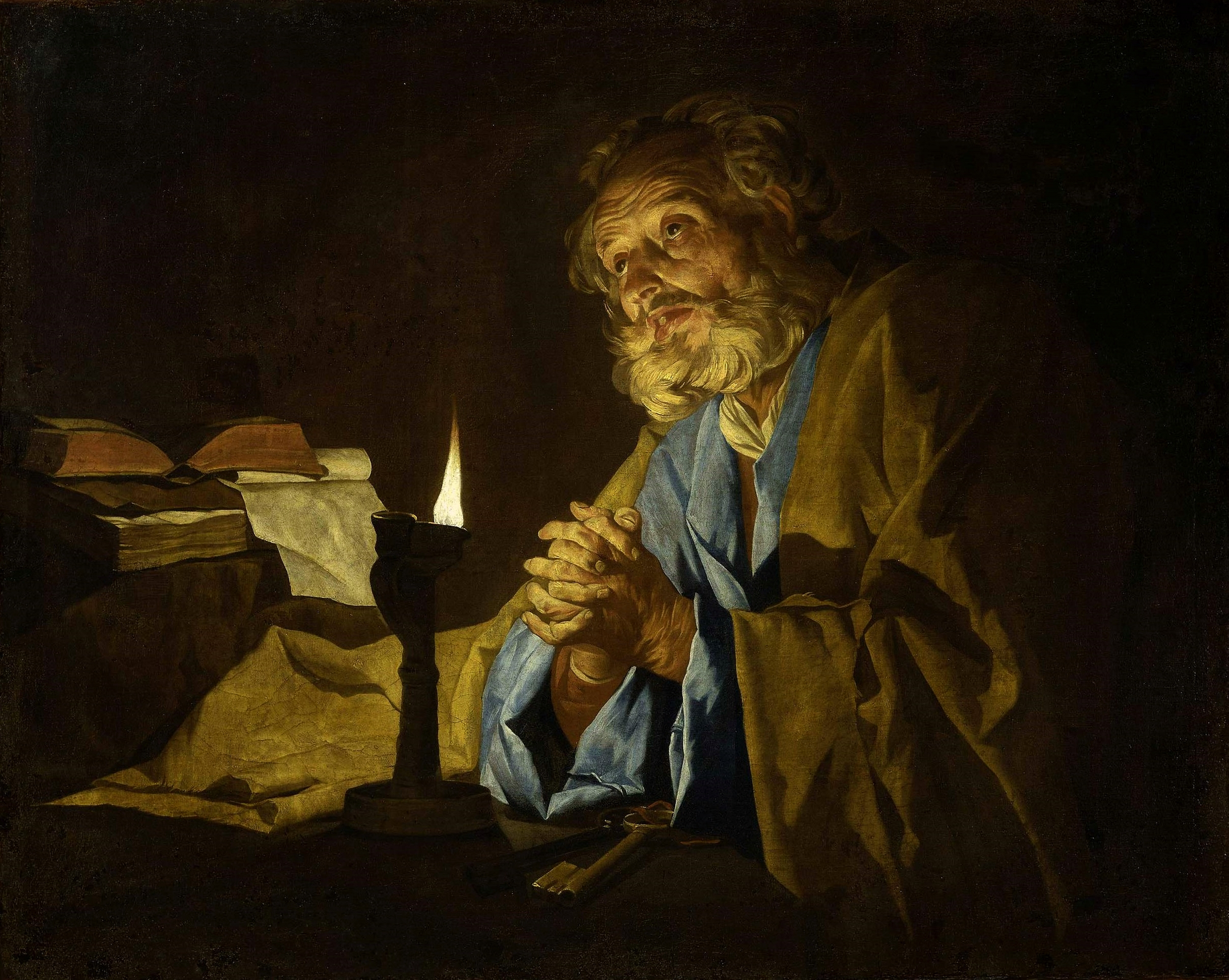
Matthias Stomer, San Pietro
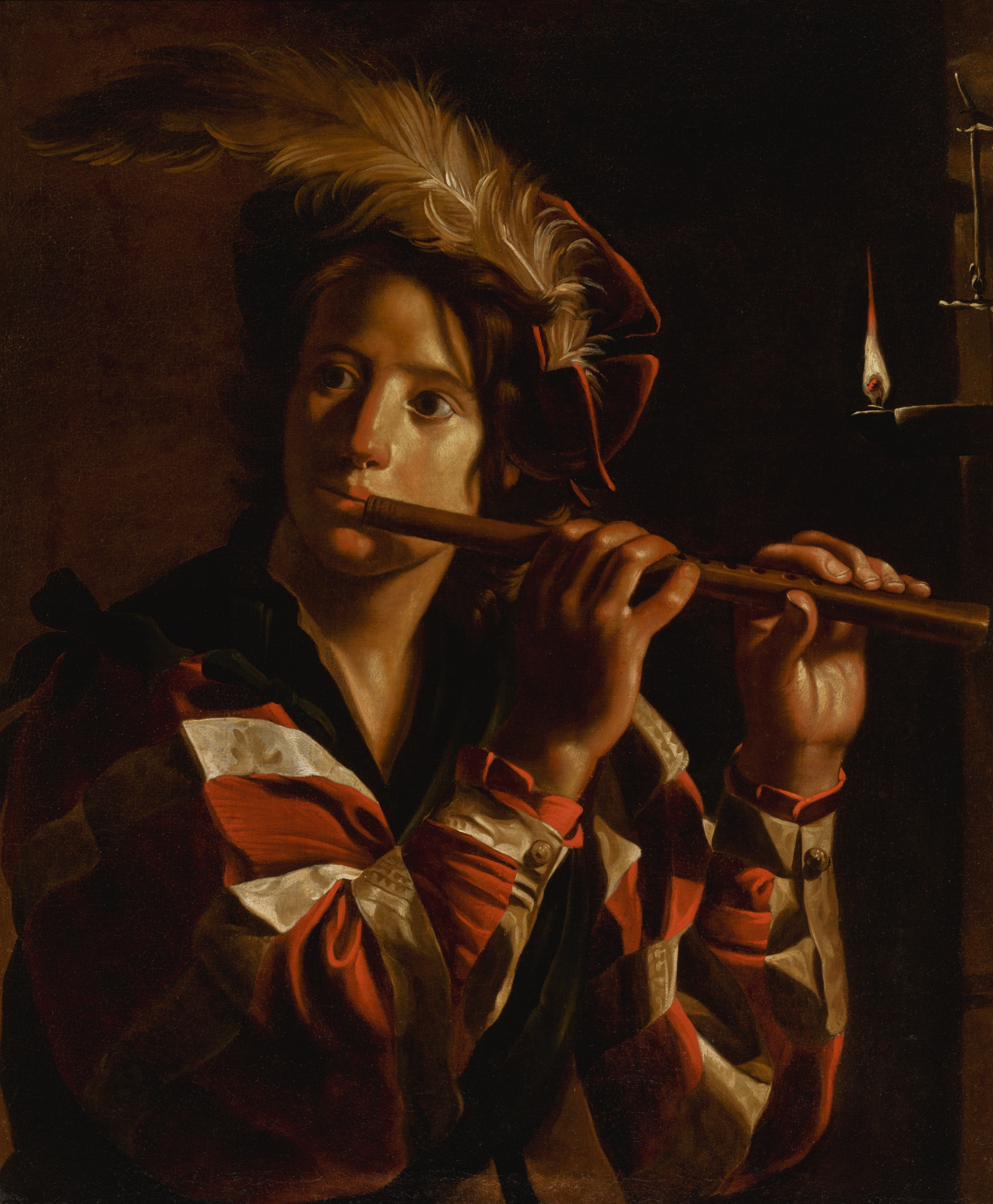
Adam de Coster, Giovane suonatore di flauto a lume di candela
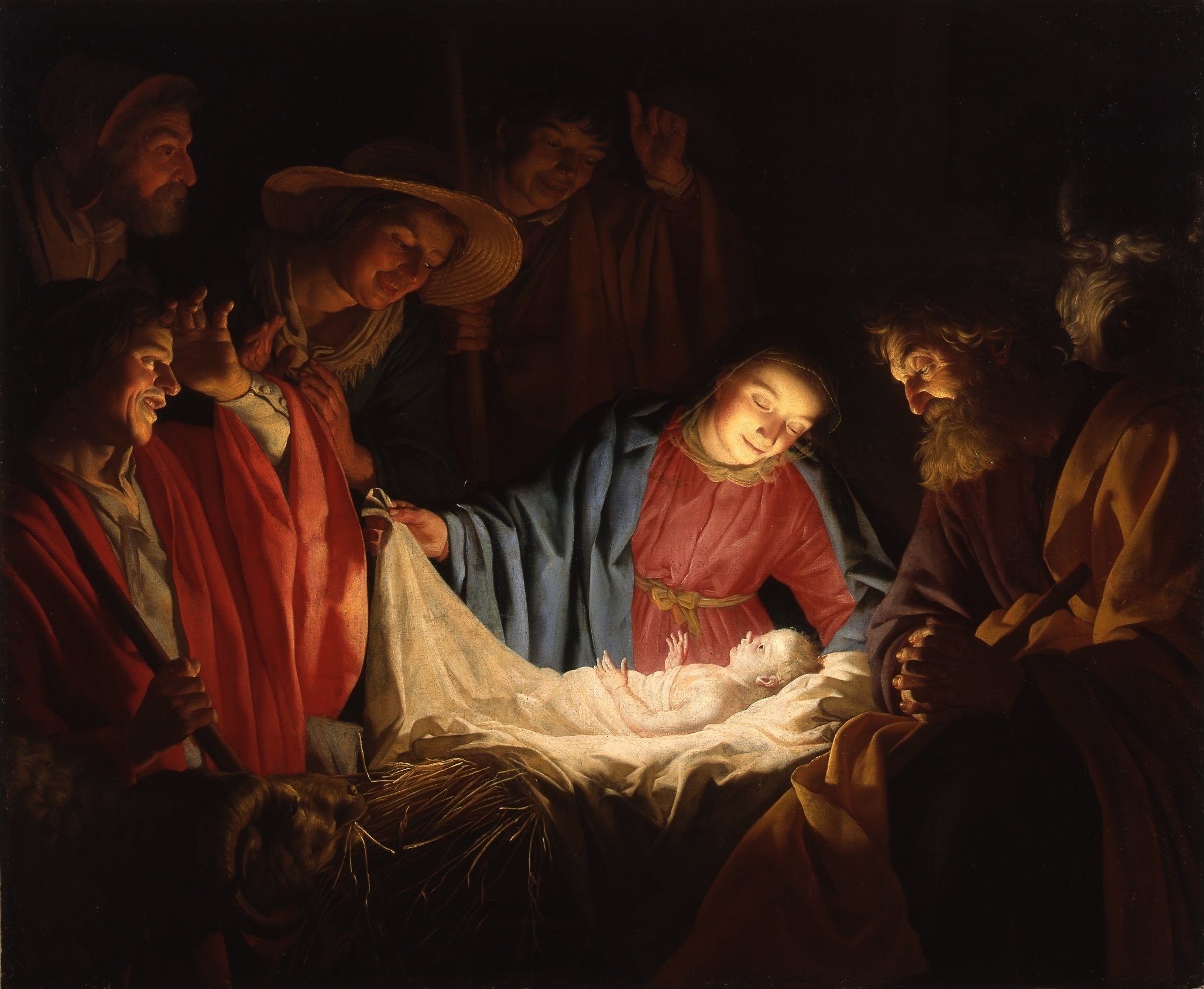
Gerard van Honthorst, Adorazione dei pastori
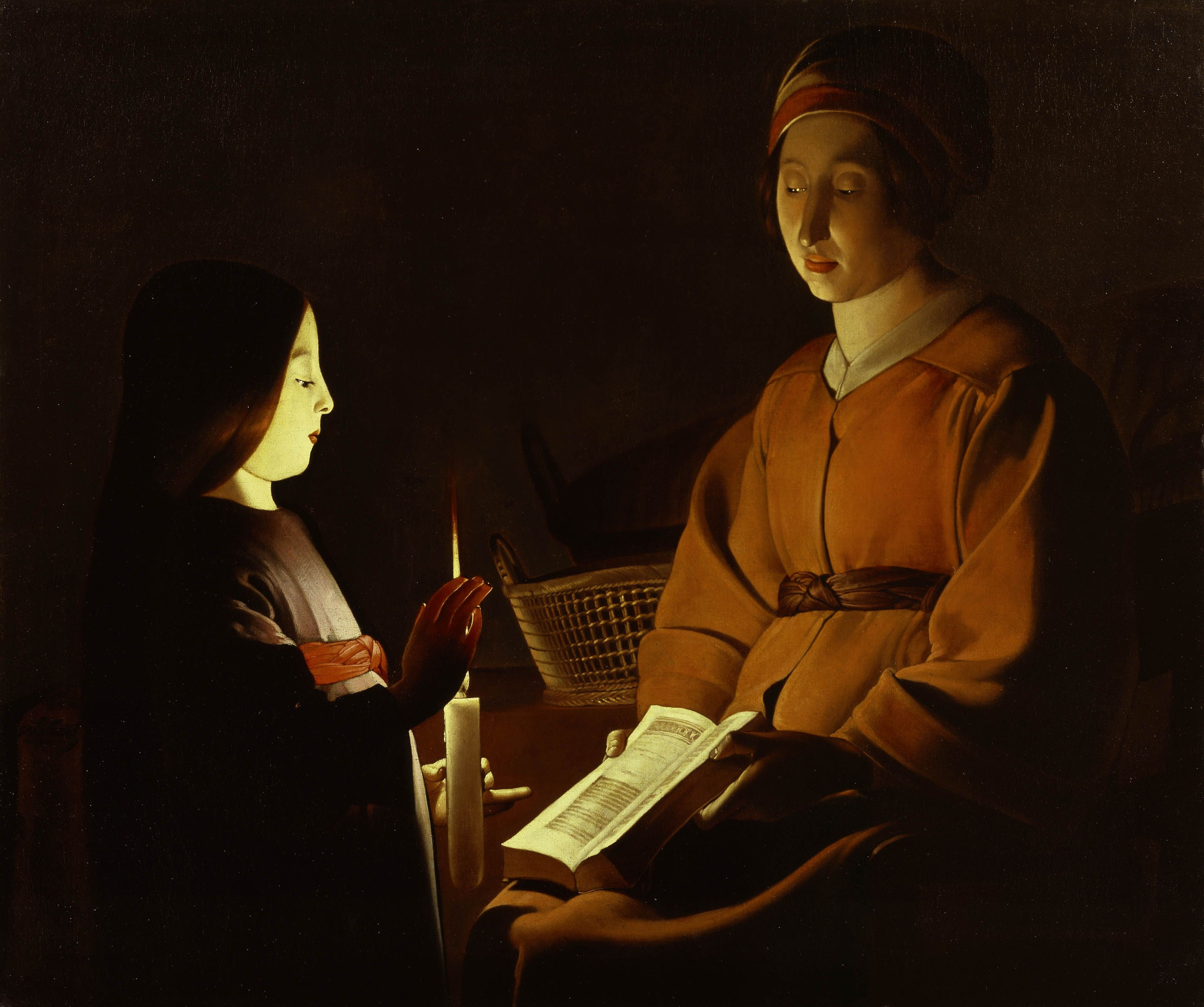
Georges de La Tour, L'educazione della Vergine
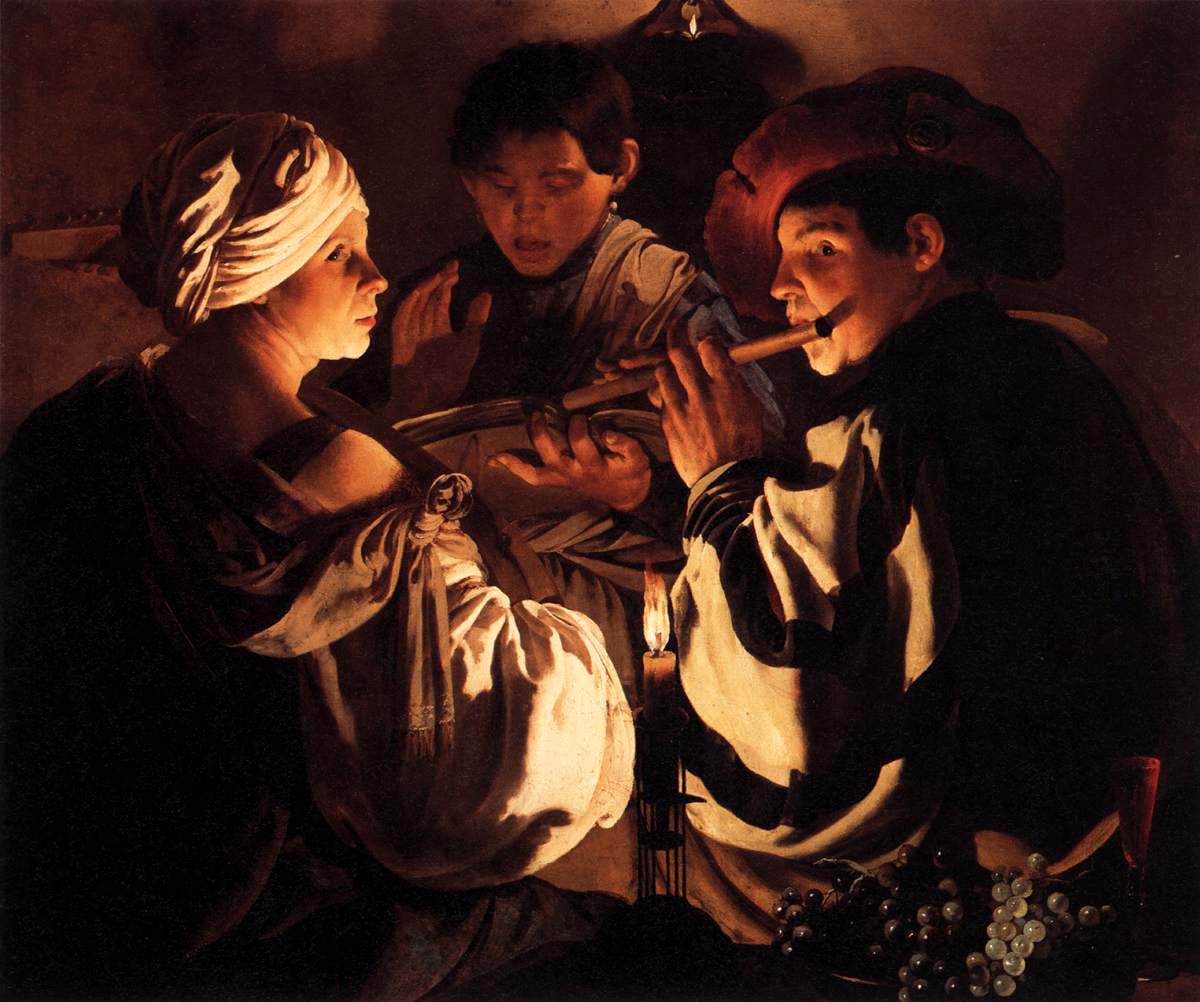
Hendrick ter Brugghen, Il concerto
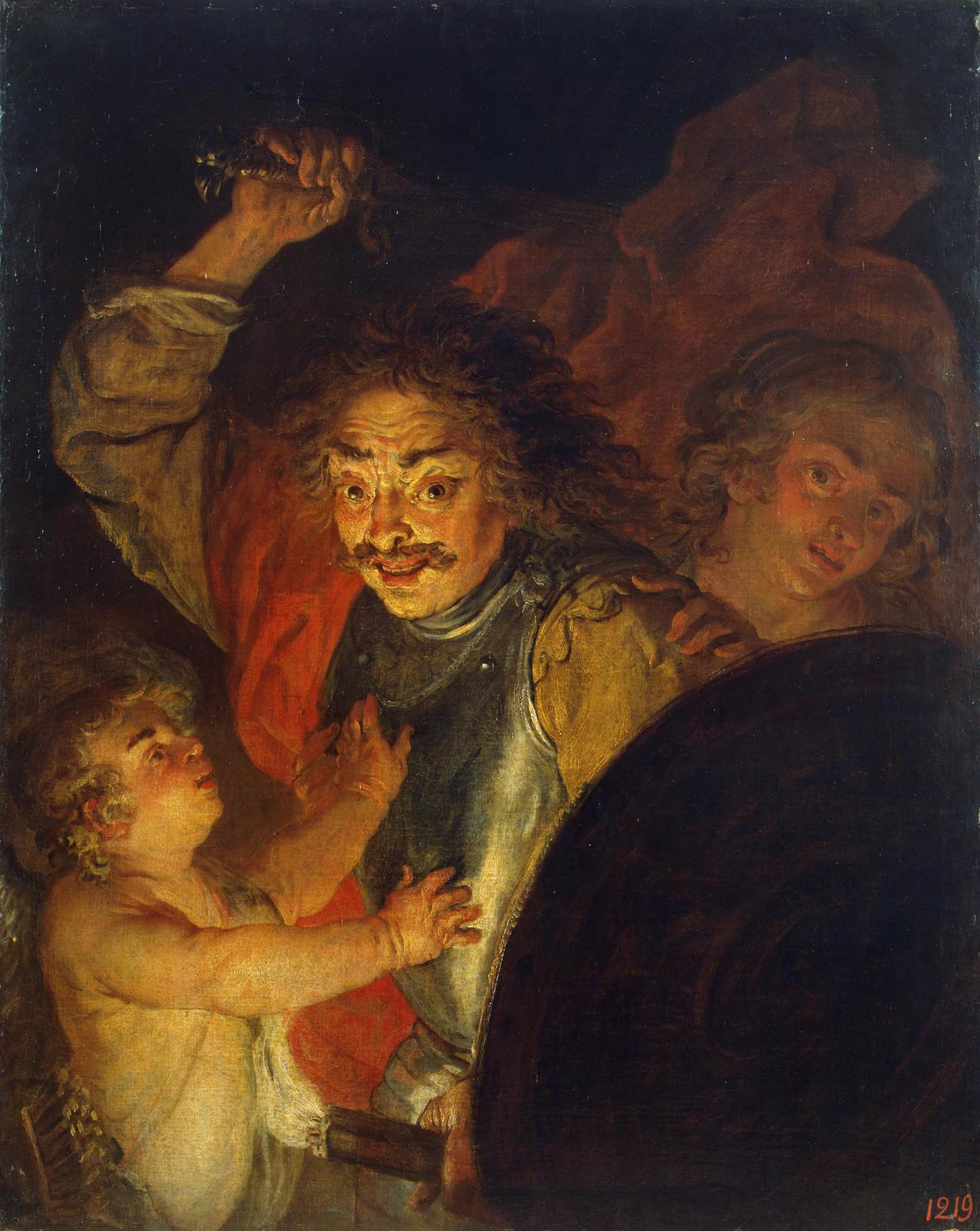
Joachim von Sandrart, Marte, Venere e Cupido (Allegoria dell'ira)